# Рамос, Леонардо
Леона́рдо Альфре́до Ра́мос Хиро́ (исп. Leonardo Alfredo Ramos Giró; род. 11 сентября 1969, Монтевидео) — уругвайский футболист и футбольный тренер. Выступал за сборную Уругвая и ряд клубов из Уругвая, Аргентины, Испании и Чили.

## Биография

### Игровая карьера
Леонардо Рамос дебютировал в основном составе «Прогресо» в 1988 году. В 1989 году помог скромной команде единственный раз в своей истории выиграть чемпионат Уругвая. В 1992 году начался зарубежный этап карьеры полузащитника. Закрепиться в аргентинском «Велес Сарсфилде» в сезоне 1992/93 ему не удалось (однако он принял участие в победе в Клаусуре 1993), и в следующем году он перешёл в «Банфилд». Его команда довольно уверенно (для дебютанта Примеры) провела сезон, финишировав на 9-м месте в Апертуре 1993 и на 8-м месте — в Клаусуре 1994 года.
В 1994 году Рамос перешёл в «Эстудиантес» — на тот момент студенты испытывали институциональный кризис и участвовали во Втором дивизионе. Команда резко обновила состав, а многие дебютанты (Хуан Себастьян Верон, Мартин Палермо, Эрнесто Фариас и другие) впоследствии стали звёздами аргентинского футбола. Рамос помог команде вернуться в элиту и выступал за «пинчарратас» до 1998 года.
Во второй половине 1998 года и в сезоне 2000/01 Лео Рамос играл за испанскую «Саламанку». В 1999—2000 годах выступал за «Ривер Плейт», с которым дважды становился чемпионом Аргентины. В начале XXI века Рамос довольно часто менял команды, успев поиграть в «Чакарите Хуниорс», «Эстудиантесе», чилийском «Коло-Коло» и в «Нуэва Чикаго». В 2004 году вернулся на родину, где недолго играл за «Пеньяроль». Последние годы игровой карьеры Лео Рамос провёл в низших дивизионах чемпионата Аргентины. Завершил карьеру в 2007 году в команде «Лухан-де-Куйо».
Со сборной Уругвая Леонардо Рамос был участником Кубка Америки 1997 года. С 1991 по 2000 год сыграл за «селесте» в восьми матчах.
Леонардо Рамос с молодости увлекается боксом, занимается этим видом спорта в свободное от работы время.

### Тренерская карьера
По завершении карьеры футболиста стал тренером. Начинал свою деятельность в Аргентине. В 2011 году возглавил в Уругвае свой первый клуб — «Прогресо». Несмотря на скромные возможности, команда в ряде матчей показывала хорошую игру и отнимала очки у заведомых фаворитов. В частности, именно в «Прогресо» у Рамоса началась традиция успешных матчей против «Насьоналя».
С 2012 по 2015 год тренировал «Данубио». Привёл «дунайцев» к четвёртому в истории клуба чемпионскому титулу в сезоне 2013/14. В 2016 году ненадолго уезжал в Чили, где работал с командой «Унион Ла-Калера».
С 2017 года руководит «Пеньяролем». Привёл команду к победе в чемпионате Уругвая 2017 года. 26 января 2018 года выиграл первый розыгрыш Суперкубка Уругвая, команда Рамоса обыграла в матче открытия нового сезона «Насьональ» со счётом 3:1.

## Достижения
В качестве игрока
- Чемпион Уругвая (1): 1989
- Победитель Лигильи Уругвая (1): 2004
- Чемпион Аргентины (3): Клаусура 1993, Апертура 1999, Клаусура 2000
- Чемпион Примеры B Насьональ (второй дивизион) (1): 1994/95
- Чемпион Архентино A (третий дивизион) (1): 2007

В качестве тренера
- Чемпион Уругвая (2): 2013/14, 2017
- Обладатель Суперкубка Уругвая (1): 2018